# Zoque de Tabasco (jezik)
Zoque de Tabasco jezik (ISO 639-3: zoq; zoque de ayapanec, tabasco zoque), gotovo izumrli jezik Zoque Indijanaca iz meksičke države Tabasco, kojim je govorilo 40 ljudi (1971 A. García de León) a bilo je 367 etničkih (1960 popis) u općini Jalpa de Méndez. 
Tabaskanski Zoque pripada porodici Mixe-Zoque, i jedan je od 7 zoque jezika. Potisnuo ga je španjolski jezik [spa]. Dvoje posljednjih ljudi (2011) koji ga još fluentno govore su Manuel Segovia i Isidro Velazquez.

## Vanjske poveznice
- Ethnologue (14th)
- Ethnologue (15th)